# Beda
Beda – imię męskie łączone z germańskim beadu, beado — "wojna, walka". Istnieje trzech świętych o tym imieniu, wśród nich najbardziej znanym jest Beda Czcigodny, angielski historyk, uczony i doktor Kościoła z VIII wieku. 
Beda imieniny obchodzi 25 maja.